# Tradescantia petiolaris
Tradescantia petiolaris är en himmelsblomsväxtart som beskrevs av Marcus Eugene Jones. Tradescantia petiolaris ingår i släktet båtblommor, och familjen himmelsblomsväxter. Inga underarter finns listade.